# 自治体警察
自治体警察（じちたいけいさつ、英: Municipal police）とは、地方政府が管理・運営する警察組織。日本の警察政策学会では自治体警察を、「米国のように警察運営について国からの指揮命令を受けることなく、自治体が自らの権限と責任において警察運営に当るものである」と定義している。

## アメリカ
アメリカには連邦捜査局 (FBI) や麻薬取締局 (DEA) 、憲兵隊（MP）や軍捜査局（CIB）などの大きな組織を有する連邦機関もあるが、警察制度はあくまでも自治体警察を基本としている。自治体警察には州警察90、郡保安官事務所、市町村警察、大学警察、公園警察、空港警察、鉄道警察など大小の組織が存在している。司法省の調査によると2008年現在の警察組織の総数は1万7,985であり、常勤警察官の数は76万5千人にのぼる。
なお、連邦制国家のアメリカでは州を国とみなして州警察を国家警察に分類することもあるが、日本の警察政策学会では、州警察の実態を踏まえ、また、アメリカ全体を一つの国家と捉え、州警察を自治体警察の一部として分析している。

## 日本
日本の警察では、旧警察法によって1940年代半ばから1950年代半ばまで地方公共団体に設置されていた組織を指す。旧警察法での警察組織は国家地方警察と自治体警察の二本立てで、自治体警察は市及び人口5,000人以上の市街的町村に設置された。
なお、現行の警察法の都道府県警察も自治体警察と呼ばれることがあるが、日本の警察政策学会は、
と指摘している。
また警察大学校の名誉教授であった土屋正三は、1954年の現行警察法による警察を「不完全自治体警察」と評し、
と述べて、世界的に国家警察と自治体警察の境界が不明瞭化していることを指摘している。